# Bạch Liên giáo

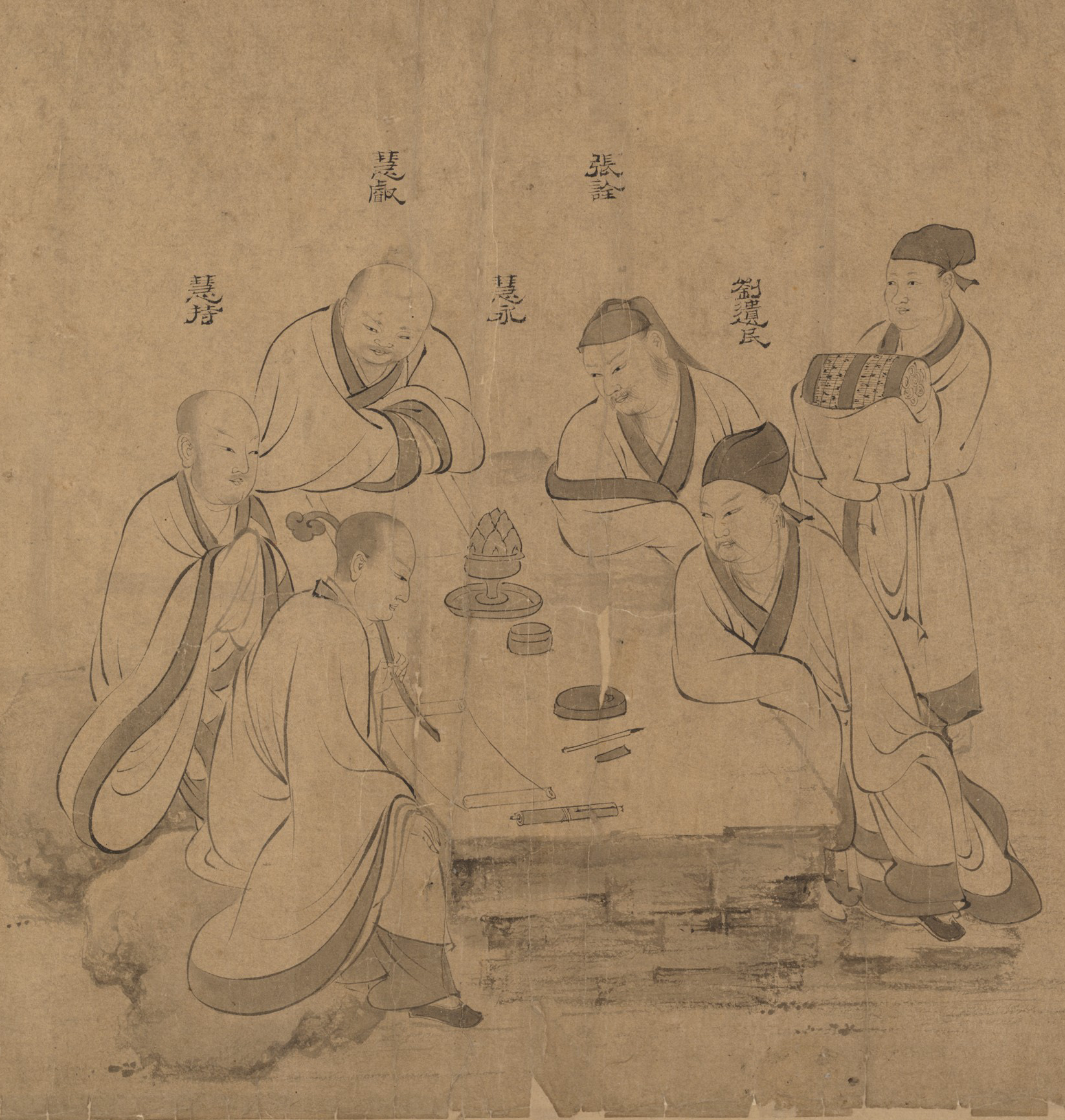
Miêu tả Hội Bạch Liên giáo - Tranh trên cuộn giấy.

Bạch Liên giáo (chữ Hán: 白蓮教, bính âm: báiliánjiào, phiên âm Wade-Giles: Pai-lien chiao) có nghĩa là giáo phái thờ Bông sen trắng, là một giáo phái chịu ảnh hưởng của Phật giáo được cho là hình thành từ thời kỳ nhà Nguyên khi người Mông Cổ đang thống trị ở Trung Quốc. Bạch Liên giáo phát triển mạnh đến thời Minh và nhà Thanh. Đến thời kỳ nhà Thanh khi Trung Quốc đang học hỏi văn minh của các nước Phương Tây thì Bạch Liên giáo bị cho là tuyên truyền mê tín vì vậy Bạch Liên giáo đôi khi được gọi là Bạch Liên tà giáo. Bạch Liên giáo có liên quan đến Nghĩa Hòa Đoàn. Họ cũng đã thực hiện cuộc Khởi nghĩa Bạch Liên giáo.